# Francesc Calça
Francesc Calça (Barcelona, 1521 - 3 de gener de 1603), referit a l'època com a Francisco Calça, fou un cavaller català, humanista, especialista en llengües, catedràtic d'arts i filosofia i Rector de l'Estudi General de Medicina i Arts (1545) i de l'Estudi General de Barcelona (1576-1577). Fou conseller tercer i conseller en cap de Barcelona (1576 i 1582-1583).

## Biografia
Calça va néixer en una família de cavallers establerta a Barcelona. Cavaller, soldat; fou deixeble de l'humanista Martín Ivarra. Versat en hebreu, grec, caldeu i llatí. Erasmista, filòleg, historiador, llatinista, hel·lenista, hebraista i poeta.

### Professor universitari
Especialista en llengües, va exercir de professor de filosofia, retòrica i grec a la segona meitat del segle xvi. L'any 1545 fou nomenat catedràtic d'arts i filosofia, encarregant-se-li el tercer curs d'arts, i l'any 1564 de retòrica. Catedràtic de retòrica, grec i hebreu entre 1569 i 1572. El 1557 consta com a Tresorer de l'Estudi General de Barcelona. L'any 1569 obté la càtedra de retòrica i grec fins a l'any 1572. Conseller del rector per Arts entre 1570 i 1572. Entre 1576 i 1578 va ocupar la càtedra nova d'hebreu fins a l'any 1578. Va exercir el càrrec de rector l'any 1545 i el període 1576-1578.

### Càrrecs polítics
Francesc Calça fou nomenat conseller tercer del Consell de Cent de Barcelona entre 1575 i 1576. Fou nomenat Conseller de la ciutat en dues ocasions: l'any 1576 i Conseller en cap entre 1582 i 1583. Representant del braç militar, consta al Dietari de la Generalitat com assessor de diputats i oïdors de comptes. Assistí a Corts de l'any 1599 com a membre del braç militar.
Com a dada curiosa esmentar que va ser assessor, a petició dels diputats del General, del pintor italià Felip Ariosto qui havia de retratar als comtes de Barcelona i reis d'Aragó per la corporació (1587-1588).

### Conreu de la llengua catalana
Col·laborà amb Antic Roca en la confecció del Lexicon latino-catalanum (1561); admirador d'Ausiàs Marc, publicà uns versos llatins en l'edició de les obres d'aquest poeta (1560). Va escriure l'obra "De Cathalonia liber primus" editada a Barcelona el 1588 que li va valer la consulta de la Generalitat per poder establir la llista dels retrats dels comtes de Barcelona que havien de decorar una de les sales del palau. Participa sovint en actes públics, en especial en certàmens literaris i poètics, als que també envia obres seves o participa de jurat.
Estimulador del conreu de la llengua catalana, fou jutge en el certamen poètic celebrat a Barcelona el 1580, i encara, el 1601, feu la Sentència dels versos catalans en el certamen celebrat en honor de sant Ramon de Penyafort, i uns versos catalans seus figuren en els preliminars del Sermó d'Onofre Manescal (1602). Artífex de la teoria del naixement medieval de Catalunya, teoria que serví de fonament, entre d'altres, a la guerra de 1640. Sembla que compongué algun nobiliari.
És una de les personalitats més influents en la cultura catalana del segle xvi i un dels catedràtics clau en l'ensenyament de la filosofia entre 1550 i 1559. Jeroni Jorba diu de Calça: “en todo genero de Siencias doctissimo”.
Mor a Barcelona el dia 3 de gener de 1603 (o 1601), “cec de vellesa i studi”.

### Ressò històric
L'obra de Calça, De Catalonia, és citada especialment al segle xvii. L'autor també és esmentat en catàlegs específics o prolixos del segle xvii. Al segle xviii se'l continua referenciant com un dels millors homes de lletres de la vida barcelonina de la seva època.
En l'anàlisi historiogràfic de la seva figura pot observar-se com se'l relaciona amb els comtes de Barcelona, la llegenda d'Otger Cataló i els nou barons de la Fama fet que no resulta estrany, ja que en el prefaci de la seva obra De Catalonia ja es mostra predisposat a ésser nomenat cronista oficial de la part catalana de la Corona d'Aragó.

## Publicacions
- Calça, Francesc. De Cathalonia liber primus. Barcinone: ex typographia Iacobi Cendrat, 1588. Disponible a: Catàleg de les Biblioteques de la UB

- Calça, Francesc. Francesc Calça (s. XVI) [Manuscrit]: poesia llatina i catalana. Una col·lecció d'epigrames i sonets, edició i estudi, Treball de recerca de doctoral. Girona: Universitat de Girona (Facultat de Lletres. Departament de Filologia i Filosofia), 2001. Disponible a: Catàleg de la Biblioteca de la Universitat de Girona[Enllaç no actiu].